# جاي سي ستاف
جاي سي ستاف (بالإنجليزية: J.C.Staff)‏ (باليابانية:  株式会社ジェー・シー・スタッフ) هو ستوديو أنمي ياباني. تأسس في 1986 بواسطة «تومويوكي مياتا» والذي عمل سابقا في تاتسونكو برودكشن. يقع مقره في طوكيو، اليابان.

## أعمال الاستوديو

### مسلسلات أنمي تلفزيونية
- كاري كانو
- جنية الثلج الصغيرة سكر
- اقرأ أو مت
- هاياتي الخادم المقاتل
- ميد ساما!
- وتش كرافت ووركس
- سلايرز ريفولوشن
- سلايرز إيفولوشن-آر
- غوست هنت
- إيكي توسن
- شاكوغان نو شانا
- شاكوغان نو شانا II
- شاكوغان نو شانا III(Final)
- نودامي كانتابيلي
- تورادورا!
- خادم الصفر
- خادم الصفر: فارس القمرين
- خادم الصفر: رقصة الأميرات
- خادم الصفر F
- أوكامي-سان و رفاقها السبعة
- باكومان
- أريا الرصاصة القرمزية
- الخيانة تعرف اسمي
- رئيسة مجلس الطلبة نادلة!
- أوبرا المحققين ميلكي هولمز
- أوبرا المحققين ميلكي هولمز الجزء الثاني
- نحن الاثنان ميلكي هولمز
- فوون إيشين دايشوغن (بالتعاون مع إيه سي جي تي)
- سيليكتور إنفكتد ويكروس
- لاف ستيج!! (2014)
- سيليكتور سبريد ويكروس
- لوستوريج إنسايتد ويكروس
- الأمير المنحرف والقطة العابسة
- جوشيراكو
- ميري آكلة الأحلام
- إندكس معينة خاصة بالسحر
- إندكس معينة خاصة بالسحر II
- رايلغان معينة خاصة بالعلم
- رايلغان معينة خاصة بالعلم S
- دفتر مذكرات السماء
- لافليس
- المحارب الساحر لوي
- إكسل ساغا
- أوتينا فتاة الثورة
- ستارشيب أوبيريترز
- لجنة طلبة الإمتياز
- الساحر أورفن
- ناباري نو أو
- صراع الطبخ
- هل من الخطأ التعرف على الفتيات في الدانجون؟
- سورد أوراتوريا
- بريزون سكول
- هيفي أوبجيكت
- تابو تاتو
- أليس و زوروكو
- صغار الحيتان يغنون في الرمال
- باك ستريت غيرلز: غوكودولز
- ملائكة الموت
- مباحث معجزات الفاتيكان
- يوكيو هولدر!
- شيمونتا
- الدوق حاصد الأرواح و الخادمة السوداء

### أوفا أنمي
- شاكوغان نو شانا S
- أريا الرصاصة القرمزية

### أفلام أنمي
- شاكوغان نو شانا
- سيليكتور دستراكتد ويكروس

### مشاهد رسوم متحركة في ألعاب الفيديو
- أوبرا المحققين ميلكي هولمز
- سول تريغر

## وصلات خارجية
- جاي سي ستاف على موقع IMDb (الإنجليزية)
- جاي سي ستاف على موقع ANN company (الإنجليزية)

- الموقع الإلكتروني